# 韋弗利 (密西西比州)
韋弗利（英語：Waverly）是位於美國密西西比州克萊縣的非建制地區。

## 歷史
韋弗利的郵局於1879年設立，其後於1906年停運。

## 地理
韋弗利所處的海拔為高於海平面56米（即184英呎），而該地所採用的時區為UTC-6，即北美中部時區（CST）。同時該地設有夏令時間，為UTC-6調快一小時，即UTC-5（CDT）。